# Ocaña
|  | Per a altres significats, vegeu «Ocaña (desambiguació)». |

Ocaña és una població de la província de Toledo a la comunitat de Castella-La Manxa.

## Toponímia
El terme Ocaña pareix que té la base olca- d'origen celtibèric amb el significat de 'camp fèrtil, vega', amb la probable evolució següent: Olcania > Ocania < Ocaña. Existixen no obstant altres teories, com la de Nieto Ballester, qui afirma que Ocaña és un terme preromà, d'aspecte indoeuropeu, però no celta. Per una altra banda, Menéndez Pidal cita el nom de Ocaña per a donar suport a la seua tesi del substrat lígur a la península Ibèrica.
La motivació inicial del nom podria estar en l'antic poble cèltic dels òlcades, de tal forma que Ocaña bé va poder ser un nom derivat amb el que es designaria un cert territori d'este poble preromà.

## Geografia
El municipi és «A l'extrem N. de la plana anomenada Mesa de Ocaña, des de la qual es descobrixen molts pobles de la comarca». Afronta amb els termes municipals d'Aranjuez al nord-oest a la província de Madrid, Ontígola al nord, Noblejas a l'est, Villatobas al sud-est, Dosbarrios, Cabañas de Yepes i Huerta de Valdecarábanos al sud i Yepes i Ciruelos a l'oest, a la de Toledo.
Al nord, amb direcció a Ontígola, naixen els rierols de la Vega i de l'Hollo del Moro i a l'oest el Barranc d'Ocañuela, afluent del rierol del Corralejo.

## Història
Ocaña és avui un bell conjunt monumental, amb orígens en el període prehistòric del Paleolític mitjà-superior, segons han mostrat els jaciments estudiats a tota la zona. Alguns historiadors veuen en esta vila l'antiga Vicus Cuminarius romana.

### Edat mitjana
El principal nucli habitat de tota esta zona de la Vega del Tajo en l'antiguitat, des d'època prehistòrica a la islàmica, va ser l'enclavament d'Aurelia, l'actual Oreja a Ontígola. Depenent d'ella, es trobava la posició fortificada d'Ocaña, dominant un barranc en la vora nord de la Mesa que porta el seu nom. Ocaña es troba entre les distintes poblacions amb què l'emir de Sevilla Muhàmmad ibn Abbad al-Mútamid va dotar la seua filla Zaida el 1082, quan la va donar en consorci a Alfons VI de Lleó. Els àrabs van tornar a adquirir-la novament, per a poc després ser conquistada per Alfons VI cap al 1106. Un poc més tard també es conquistaria Oreja als almoràvits, però, a causa del seu emplaçament i a l'escassetat i poca qualitat del seu terme, esta població va entrar en declivi. A això es va afegir la proximitat d'Ocaña, que a poc a poc la va anar desplaçant al trobar-se en una posició més favorable. El seu poblament es va recolzar primerament en el fur d'Oreja i en 1156 Alfons VII de Castella li concedix fur. Més avant, el 1173, el castell i la vila d'Ocaña van passar a Téllo Pérez de Meneses i al seu parent, Pedro Gutiérrez, magnats de Tierra de Campos. És a ells a qui es deu en gran part la seua repoblació. Poc després, el 1177 Téllo Pérez dona a l'Orde de Calatrava la quarta part d'Ocaña: «... quarta parte de tota occania...».
A finals del segle xii va passar ja a ser domini de l'Orde de Santiago, quan la població va arribar al seu màxima esplendor, passant a ser una important comanda, que arribava des d'esta vila a Sorita i Uclés. Amb posterioritat, va ser desplaçant en importància a esta última, que era la seu magistral.
Va ser escenari de grans esdeveniments com les corts celebrades per Joan II de Castella i el seu fill Enric IV de Castella als anys 1422 i 1468/1469 respectivament. Va ser lloc de refugi d'Isabel la Catòlica, exiliada de La Cort del seu germanastre Enric IV; i on va trobar, en els cavallers d'Ocaña Gonzalo Chacón i Diego Gutierrez de Moradenques, Comanador de Santiago, als seus majors valedors. Posteriorment, sent ja Isabel reina, ambdós van gaudir d'àmplia influència a La Cort. En 1499, els Reis Catòlics van jurar al seu net Miguel a la desapareguda Església de Sant Pere.

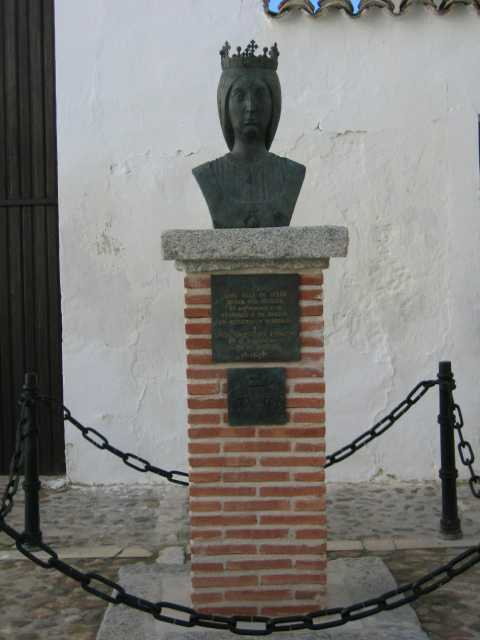
Bust d'Isabel la Catòlica

### Edat Moderna
Com a estança de reis, va acollir Joana I de Castella i Felip I de Castella, i el seu net Felip II de Castella, sent lloc de recuperació per a este en la seua infància.
El 1710, durant la Guerra de Successió Espanyola, es va produir un fet d'armes. José Vallejo, al capdavant d'una partida de tropes castellanes, va sorprendre a esta vila a un regiment portuguès.
A la Guerra de la Independència Espanyola (1809), va tindre lloc la coneguda com batalla d'Ocaña, en la que les tropes del general Aréizaga van perdre enfront de les franceses al comandament del Mariscal Soult, deixant-los via lliure a La Manxa.
A mitjan segle xix tenia 1.000 cases i el pressupost municipal ascendia a 68.073 rals dels quals 8.000 eren per a pagar al secretari.
Durant la Guerra Civil Espanyola, va ser capital de la província de Toledo.

### Heràldica
L'escut d'Ocaña està format per un sol quarter de color verd, en el que pot veure's un castell d'or en escut de plata. A un costat i a l'altre, dos lleons rampants sobre una taula de fusta, en clara al·lusió a la regió denominada Mesa de Ocaña. En la part alta apareix una corona, mentres que baix hi ha una cinta daurada, amb la llegenda Ocaña.

## Administració
| Període     | Alcalde o alcaldessa                     | Partit polític | Data de possessió | Observacions |
| ----------- | ---------------------------------------- | -------------- | ----------------- | ------------ |
| 1979–1983   | Cecilio Martín Martínez                  | UCD            | 19/04/1979        | --           |
| 1983–1987   | Cecilio Martín Martínez                  | AP/PDP/UL      | 28/05/1983        | --           |
| 1987–1991   | Francisco Antonio García-Mochales Moreno | PP             | 30/06/1987        | --           |
| 1991–1995   | Jesús Velázquez García-Bueno             | PSOE           | 15/06/1991        | --           |
| 1995–1999   | Jesús Velázquez García-Bueno             | PSOE           | 17/06/1995        | --           |
| 1999–2003   | José Carlos Martínez Osteso              | PP             | 03/07/1999        | --           |
| 2003–2007   | José Carlos Martínez Osteso              | PP             | 14/06/2003        | --           |
| 2007–2011   | José Carlos Martínez Osteso              | PP             | 16/06/2007        | --           |
| 2011–2015   | María de los Remedios Gordo Hernández    | PP             | 11/06/2011        | --           |
| 2015–2019   | María de los Remedios Gordo Hernández    | PP             | 13/06/2015        | --           |
| 2019-2023   | n/d                                      | n/d            | 15/06/2019        | --           |
| Des de 2023 | n/d                                      | n/d            | 17/06/2023        | --           |

## Economia i indústria
Històricament ha sigut una població fonamentalment agrícola. Durant el segle xix es produïa «qualsevol classe de cereals, d'hortalisses, oli, vi, lli seda i fruites», mantenintse així mateix bestiar de llana, cabrum, vaquí i porcí. Quant a la indústria i el comerç es trobaven una fàbrica de filar seda, una altra de sabó, dos molins d'oli i sis de farina.
El sector predominant és el de servicis amb un 60,8% del total d'empreses que operen al municipi, seguit pels de la construcció amb un 21,8%, la indústria amb un 13,6% i finalment l'agricultura amb un 3,8%. El sector agrícola es troba en franc retrocés. Dels 248 agricultors del 60% té més de 55 anys. La terra de labor es dedica majoritàriament als herbacis amb 7.197 hectàrees, 84,3%, seguit de l'oliverar amb 775 hi ha, 9,1%, i la vinya amb 554 hi ha, 6,5%.

## Infraestructures
El seu enclavament ha permès ser històricament un important nus de comunicacions. Pel seu terme passen les autovies del Sud, A-4, i de l'Est, A-3, i l'autopista de peatge R-4. Des de 2006 està en funcionament l'anomenada Autopista de llevant fins a La Roda (Albacete). També té accés a les nacionals N-400, Toledo-Conca i N-301, Ocaña-La Roda.
Quant al ferrocarril, posseïx una estació en la línia Madrid-Conca, amb quatre serveis diaris en cada sentit.

## Monuments i llocs d'interés

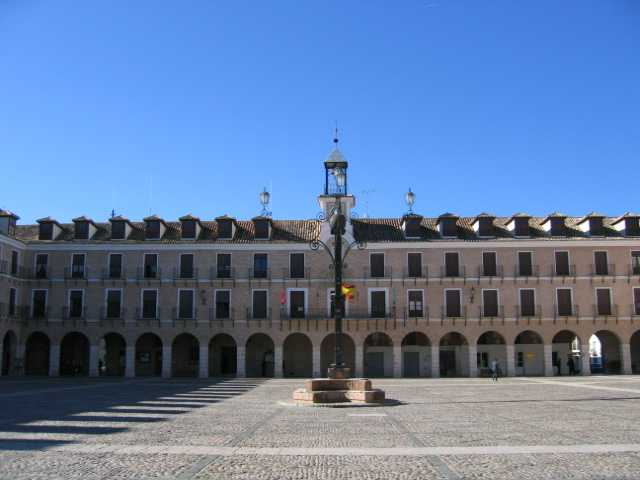
Plaça Major

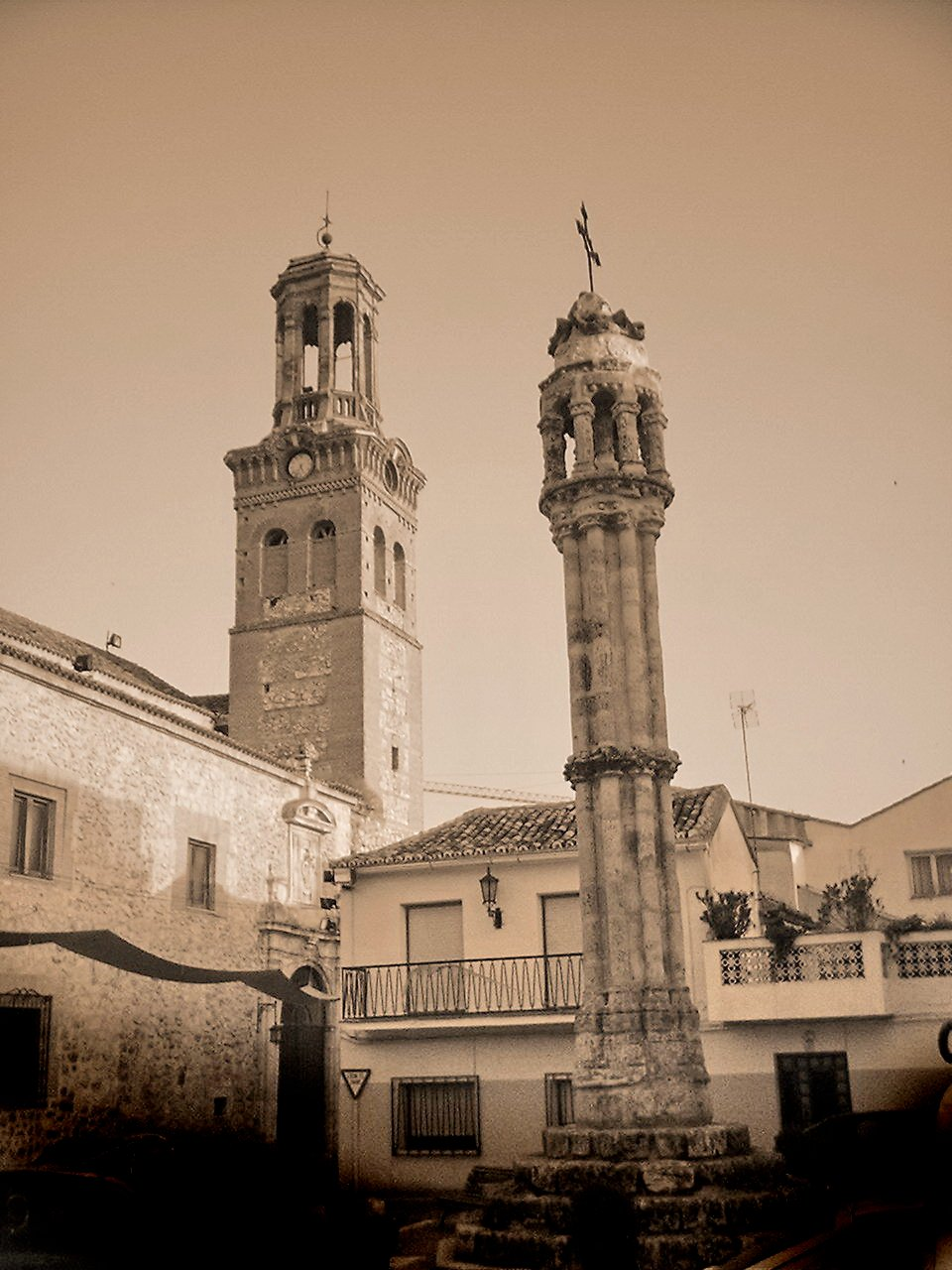
Rotllo de Justícia

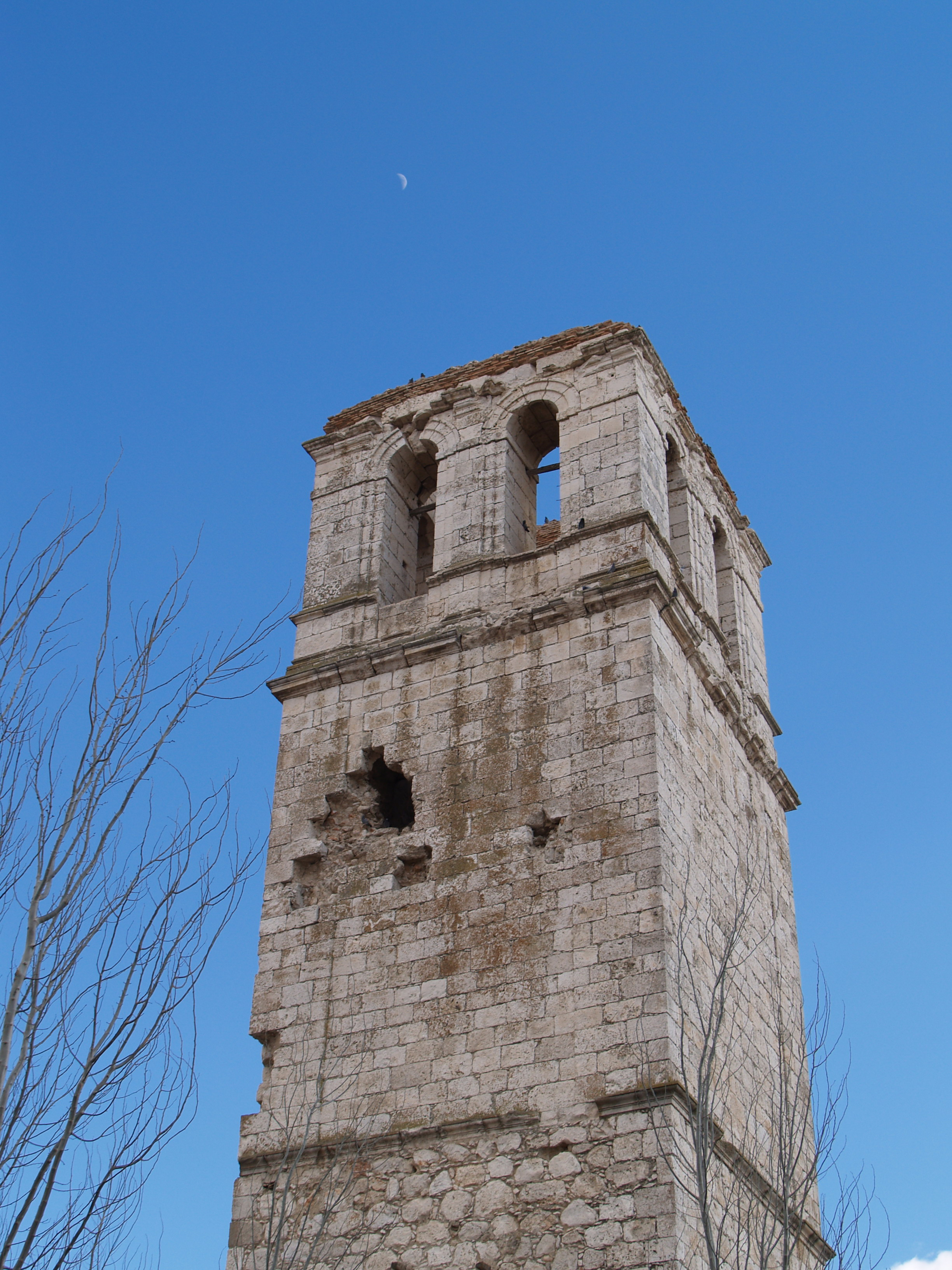
Torre de l'església de Sant Martí

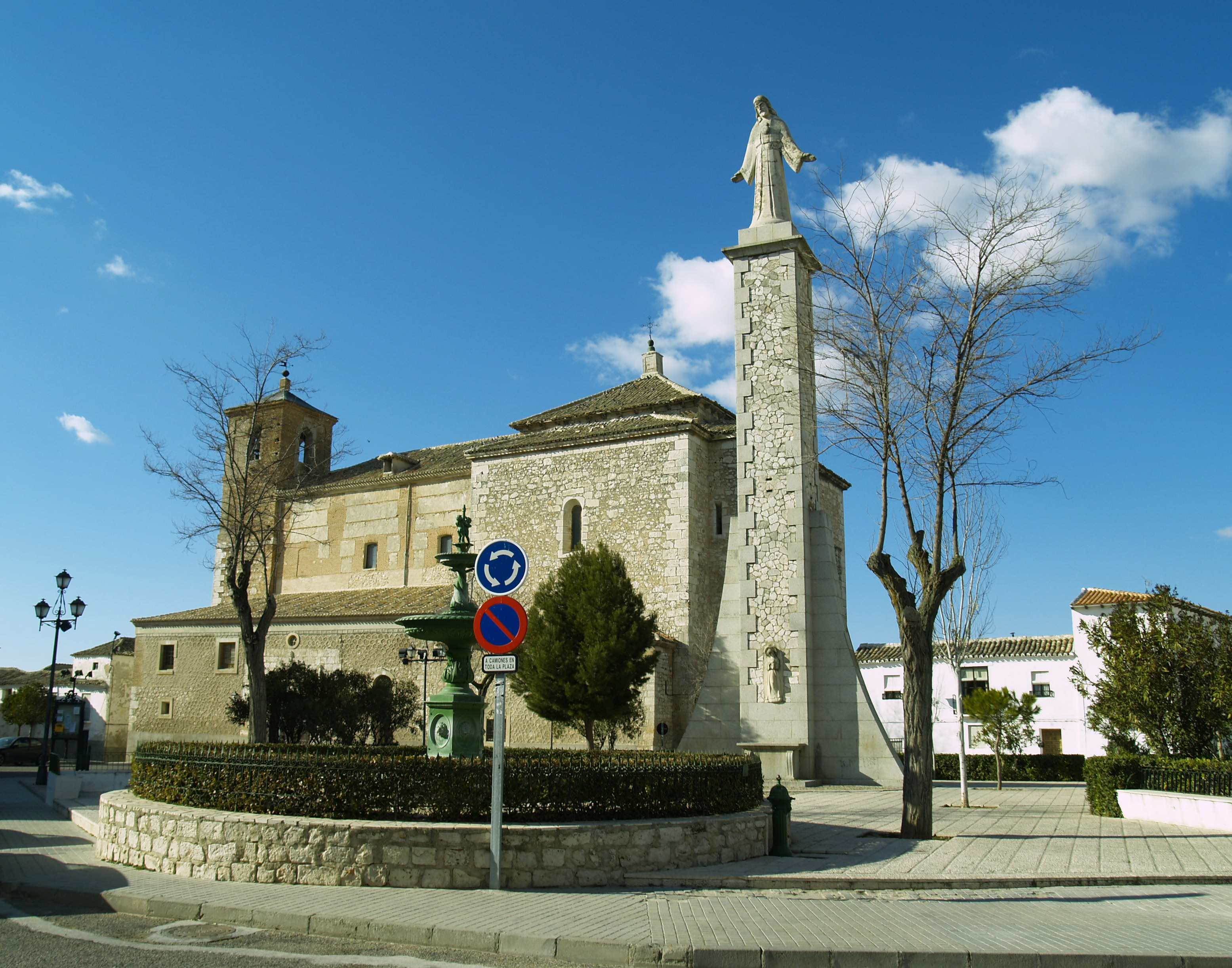
Església parroquial de Santa Maria

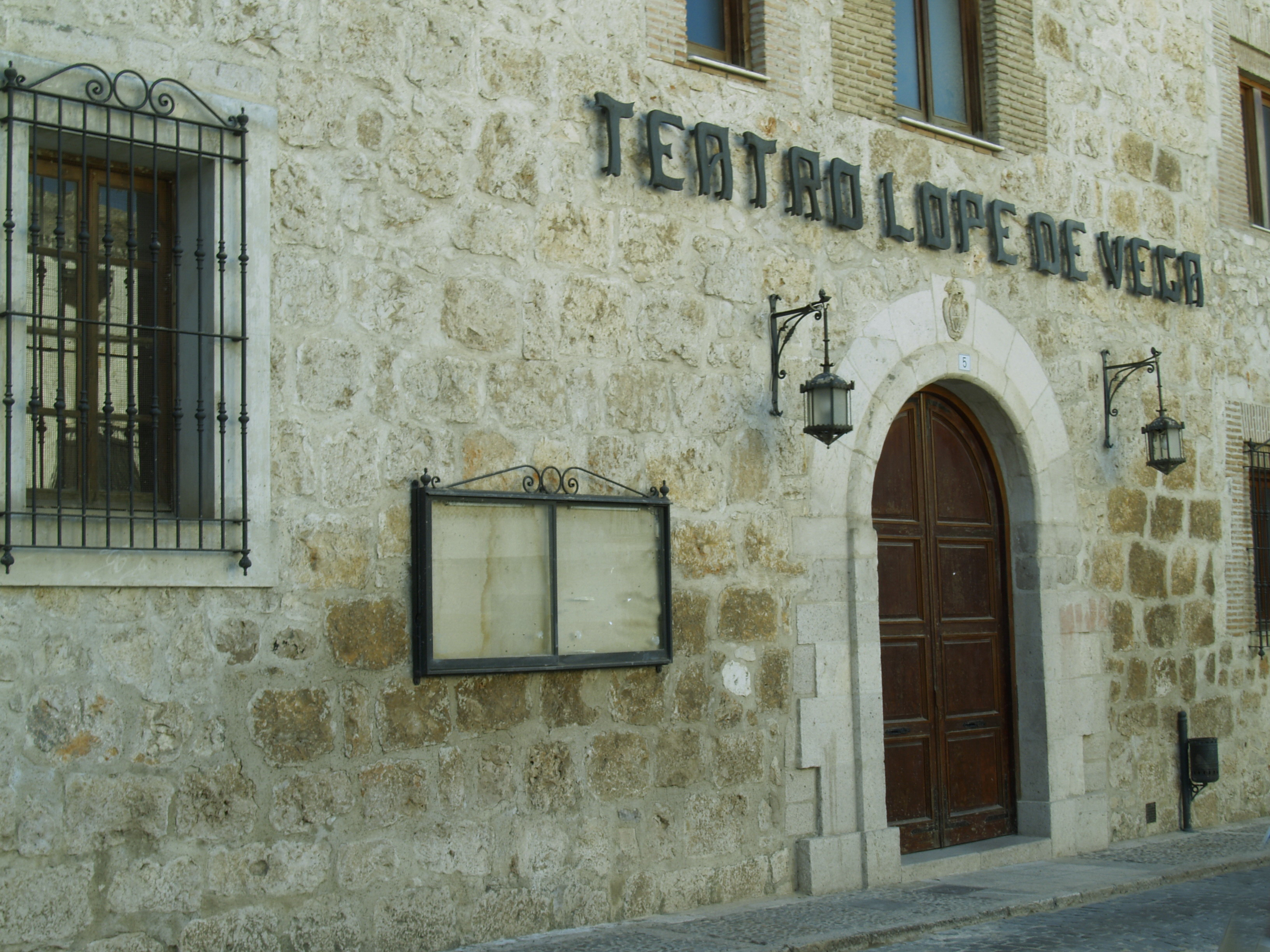
Teatre Lope de Vega

Són nombrosos els monuments i llocs d'interés amb què compta la vila, no obstant això en l'actualitat està incoat la declaració de Conjunt Històric. A continuació s'enumeren els principals.
- Convent de Santa Caterina de Sena: d'estil renaixentista.
- Convent de Santo Domingo de Guzmán: d'estil renaixentista, va començar la seua construcció cap a 1530 i es va acabar el 1605.
- Font Gran: construïda probablement per Juan de Herrera el segle xvi, va ser declarada Monument d'Interés Turístic nacional en 1976.
- Font Vella: possiblement d'origen romà.
- Convent de Carmelites: del segle xvi.
- Església parroquial de Santa Maria de l'Assumpció: situada sobre una antiga mesquita del segle xii.
- Església parroquial de Sant Joan Baptista: del segle xiii.
- Palau dels Cárdenas: del segle xvi, declarat Monument Nacional en 1931 (segle xv).
- Plaça Major: del segle xviii, declarada Bé d'Interés turístic Nacional en 1981.
- Rotllo de Justícia: del segle xv.
- Teatre Lope de Vega: d'estil renaixentista, va ser l'antic col·legi de la Companyia de Jesús, segle xvi.
- Torre i portada de l'Església de Sant Martí: declarada d'Interés Turístic el 1981.
- Casalot: de segle xvi.
- Ermita de Sant Isidre.
- Ermita del nostre Pare Jesús de las Cuevecitas.
- Ermita de la Mare de Déu dels Remedios: del segle xvii.

## Festes
- Setmana Santa, festa declarada d'Interés Turístic Nacional.
- Finals d'abril: mercat medieval.
- 30 d'abril: els Maigs.
- 15 de maig: romeria de Sant Isidre Llaurador.
- Corpus Christi.
- 8 de setembre: festes patronals de la Mare de Déu dels Remedios.
- Tercer diumenge de setembre: romeria de Jesús de Cuevas.
- Primer divendres de desembre: vot de la Vila a Jesús Natzaré.

## Curiositats
La vila va ser l'escenari triat per Lope de Vega per al seu Peribáñez y el Comendador de Ocaña i per a Calderón de la Barca en la seua obra Casa de dos puertas mala es de guardar. D'altra banda, alguns dels seus monuments van ser inspiració poètica per a Gustavo Adolfo Bécquer.
A tot Espanya hi ha 26.177 persones que es cognomenen Ocaña, 13.032 com a primer cognom, 13.029 com segon, i 116 amb ambdós.